# Cratere Alison
Alison  è un cratere sulla superficie di Venere.